# Ла-Сольсот
Ла-Сольсо́т (фр. La Saulsotte) — коммуна во Франции, находится в регионе Шампань — Арденны. Департамент — Об. Входит в состав кантона Вильнокс-ла-Гранд. Округ коммуны — Ножан-сюр-Сен.
Код INSEE коммуны — 10367.
Коммуна расположена приблизительно в 95 км к востоку от Парижа, в 80 км юго-западнее Шалон-ан-Шампани, в 55 км к северо-западу от Труа.

## Население
Население коммуны на 2008 год составляло 620 человек.
| 1962 | 1968 | 1975 | 1982 | 1990 | 1999 | 2008 |
| ---- | ---- | ---- | ---- | ---- | ---- | ---- |
| 257  | 306  | 311  | 334  | 348  | 491  | 620  |

## Администрация
| Период | Период | Фамилия       | Партия | Примечания      |
| ------ | ------ | ------------- | ------ | --------------- |
| 1989   | 2008   | Жорж Потелле  |        |                 |
| 2008   | 2011   | Жан-Люк Шолье |        | предприниматель |
| 2011   | 2014   | Жерар Делорм  |        |                 |

## Экономика
В 2007 году среди 373 человек в трудоспособном возрасте (15—64 лет) 274 были экономически активными, 99 — неактивными (показатель активности — 73,5 %, в 1999 году было 69,8 %). Из 274 активных работали 239 человек (144 мужчины и 95 женщин), безработных было 35 (14 мужчин и 21 женщина). Среди 99 неактивных 32 человека были учениками или студентами, 27 — пенсионерами, 40 были неактивными по другим причинам.

## Достопримечательности
- Менгир Пьер Эгюэ. Памятник истории с 1993 года[3]
- Голубятня в деревне Куртью (XV век). Памятник истории с 1990 года[4]
- Церковь Сен-Ферреоль (XIII век). Памятник истории с 1990 года[5]
- Часовня Сент-Маделен (XII век). Памятник истории с 1930 года[6]

## Фотогалерея

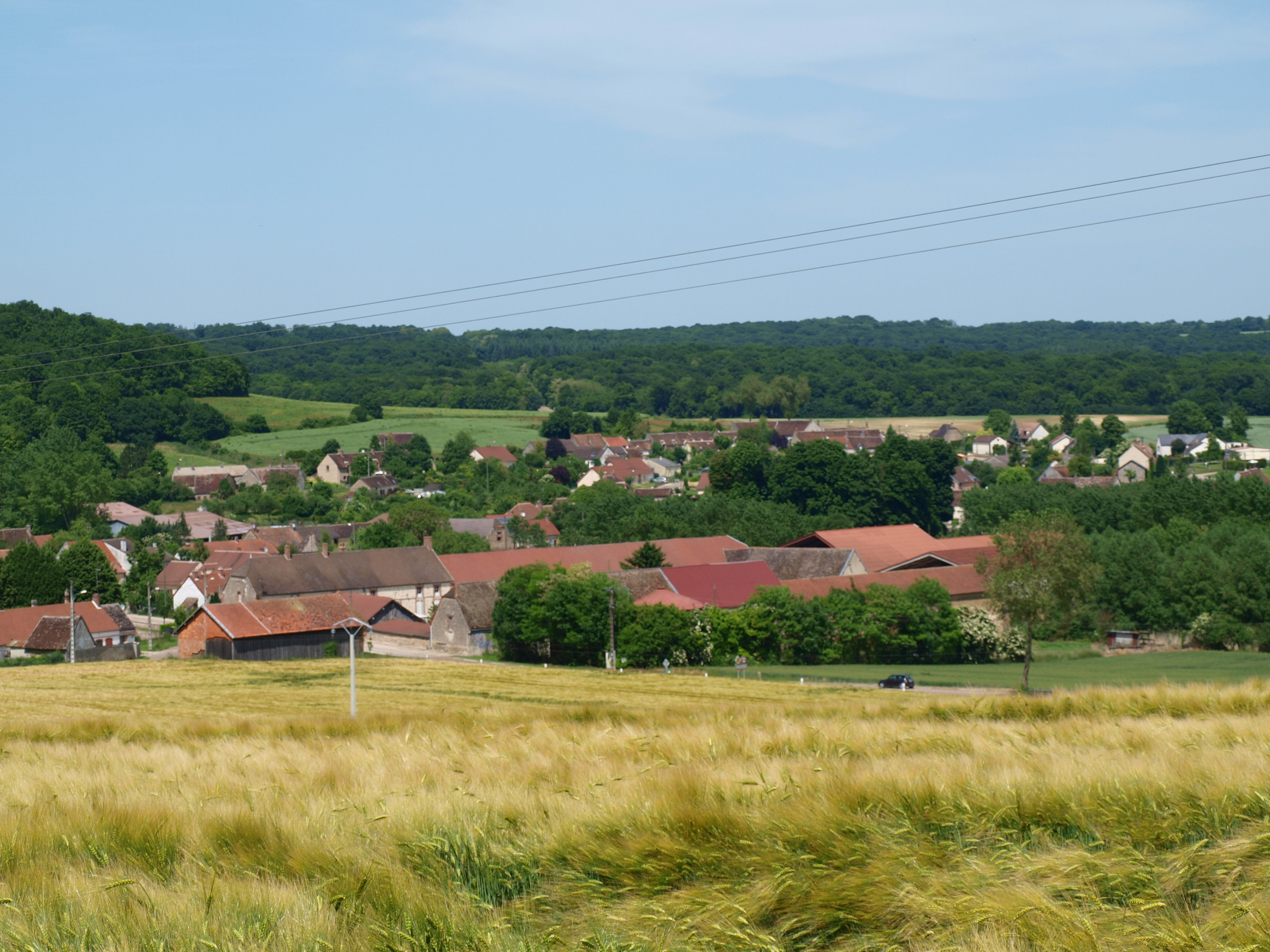
Ла-Сольсот
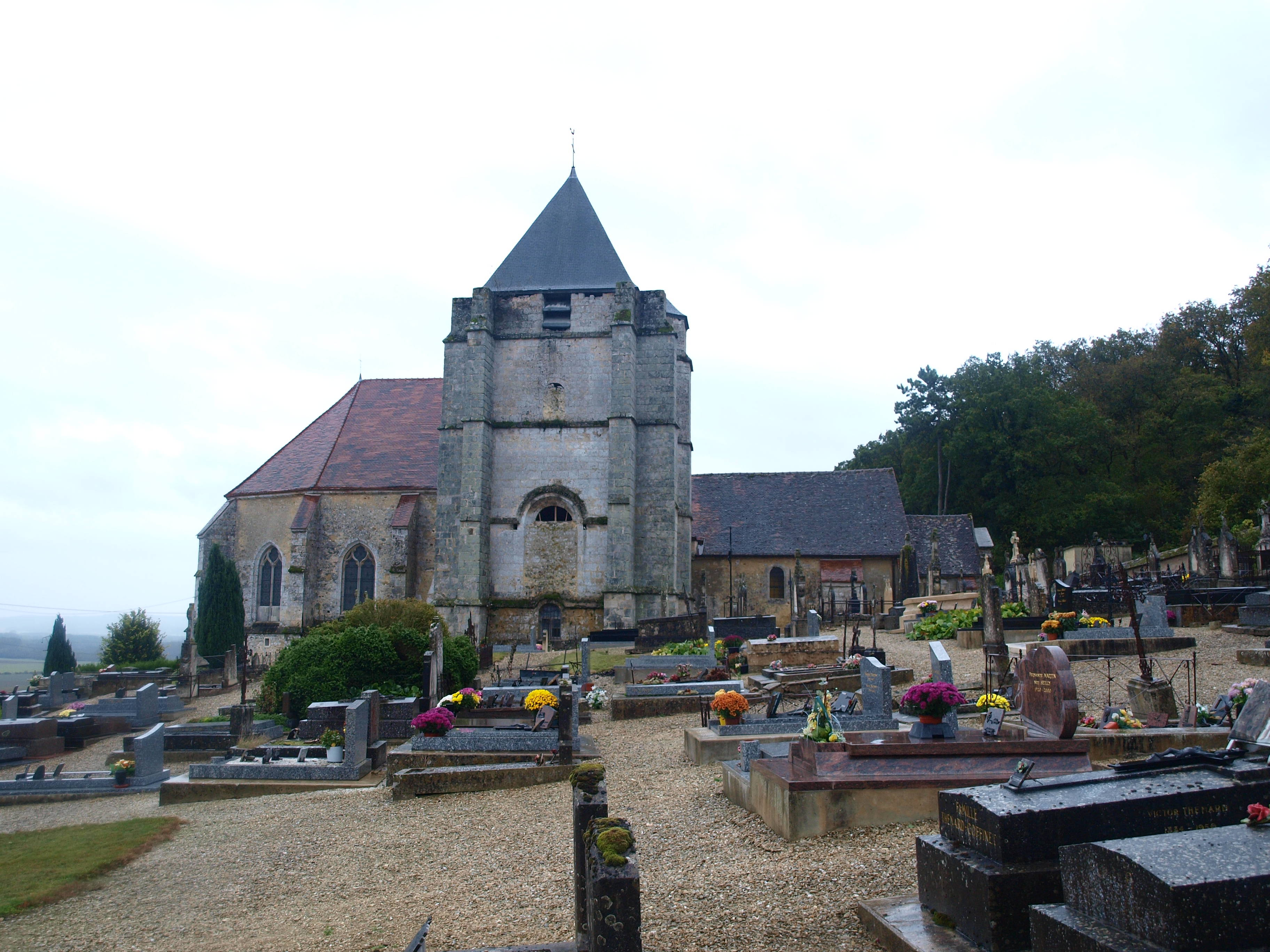
Церковь
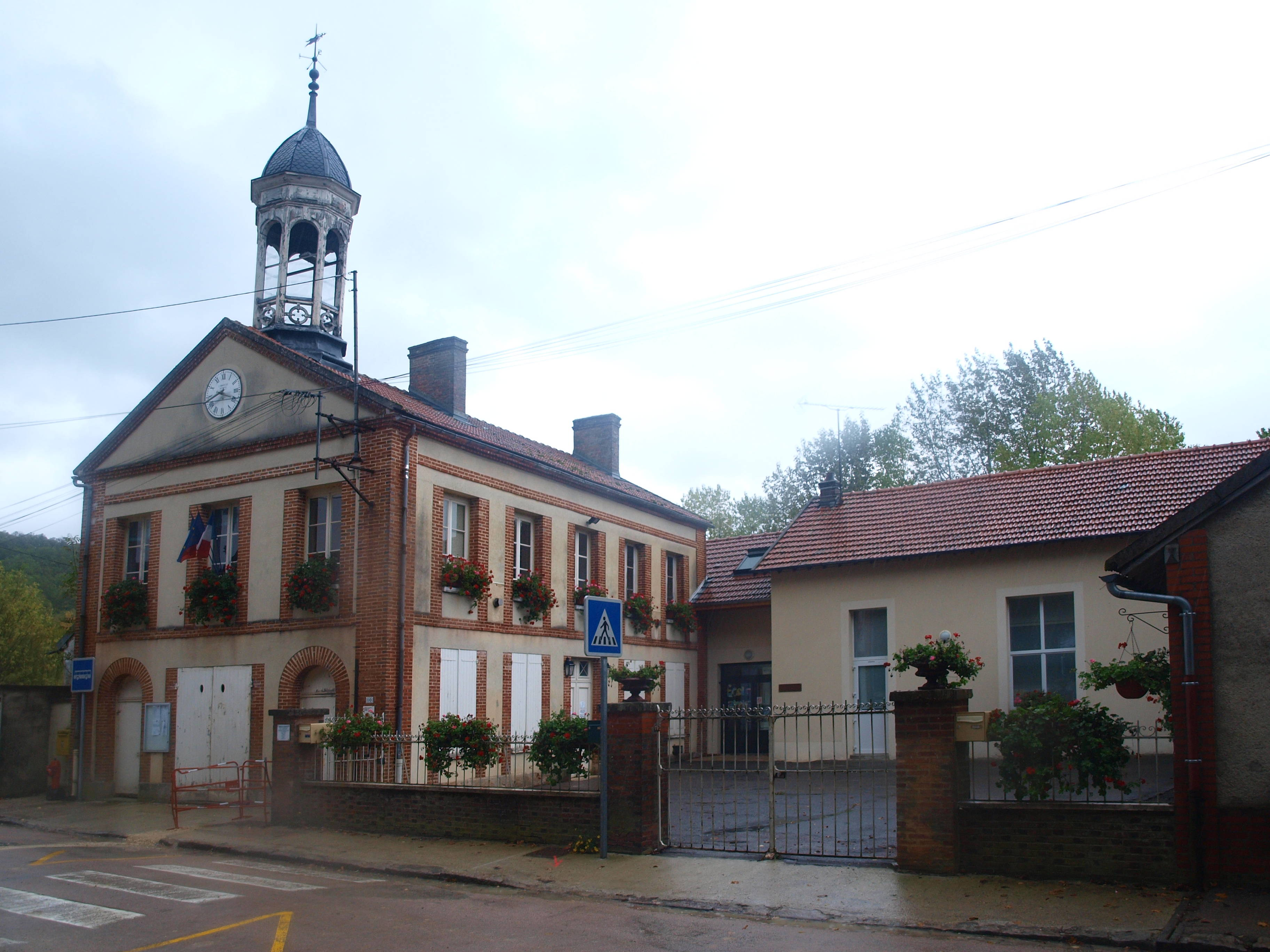
Мэрия
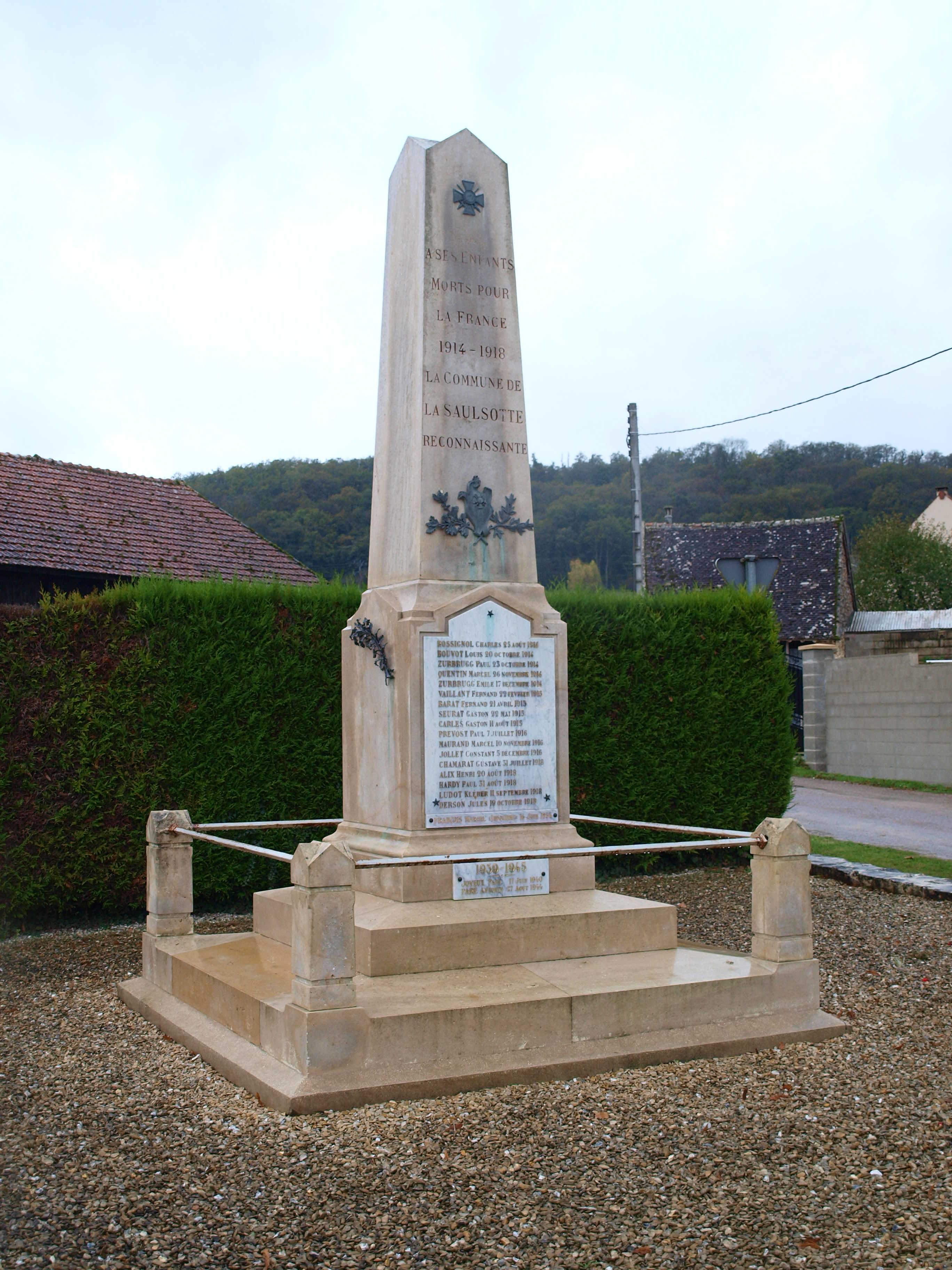
Памятник погибшим в Первой мировой войне